# Războiul din Vendée
Războiul din Vendée (în franceză Guerre de Vendée) a fost confruntarea armată care a opus între 1793-1796 armata republicană (les bleus) și loialiștii catolici (les blancs) din vestul Franței, cu ultime izbucniri în 1799, 1815 și 1832.    
Războiul s-a încheiat cu înăbușirea revoltei, eliminarea fizică respectiv strămutarea și dispersarea în masă a răsculaților. În Războiul din Vendée au murit peste 200.000 de persoane.
A fost strâns legată de revolta cunoscută drept Chouannerie, care a avut loc pe malul drept al Loarei, la nord, în timp ce războiul din Vendéea avut loc la sud, pe malul stâng al fluviului. Combinația acestor două conflicte este uneori denumită „Războaiele din Vest”.
Ca peste tot în Franța, Vendée a cunoscut manifestații țărănești la începutul Revoluției Franceze, care au fost inițial bine primite. Dacă în 1791 Constituția Civilă a Clerului a provocat o puternică nemulțumire, tocmai în momentul înrolării în masă, din martie 1793, a izbucnit rebeliunea din Vendée, inițial ca o clasică jacquerie țărănească, înainte de a lua forma unei mișcări contrarevoluționare. 
În timp ce în altă parte în Franța, revoltele împotriva înrolării în masă au fost reprimate, un teritoriu insurgent, numit de istorici „Vendée militară”, s-a format la sud de Loire-Inférieure (Bretania), la sud-vest de Maine-et-Loire (Anjou), la nord de Vendée și la nord-vest de Deux-Sèvres (Poitou).
În mod progresiv desemnați sub numele de „Vendeeni”, insurgenții au stabilit o „Armată catolică și regală” care a obținut o succesiune de victorii în primăvara și în vara anului 1793. Orașele Fontenay-le-Comte, Thouars, Saumur și Angers au fost invadate pentru scurt timp, dar Vendeenii au eșuat în fața orașului Nantes.
Toamna, sosirea întăririlor de la armata republicană de la Mayence a redat avantajul taberei republicane, care a cucerit în octombrie Cholet, cel mai important oraș controlat de Vendeeni. După această înfrângere, cea mai mare parte a forțelor din Vandeea a traversat Loara și a mărșăluit până în Normandia într-o încercare disperată de a lua un port pentru a obține ajutor de la britanici și emigrați. Respinsă a Granville, armata vandeenă a fost în final distrusă la Le Mans și la Savenay.
Din iarna lui 1793 până în primăvara lui 1794, în plină Teroare, a fost pusă în aplicare o represiune violentă de către forțele republicane. În orașe, și în special în Nantes, în jur de 15.000 de oameni au fost împușcați, înecați sau ghilotinați la ordinul reprezentanților în misiune și al comisiilor militare revoluționare, în timp ce în mediul rural în jur de 20.000 până la 50.000 de civili au fost masacrați de coloanele infernale, care a dat foc multor burguri și sate.
Represiunea a provocat însă o reînvigorare a rebeliunii și, în decembrie 1794, republicanii au început negocieri care au dus între februarie și mai 1795 la semnarea tratatelor de pace cu diverșii lideri din Vendée, aducând astfel sfârșitul „Primului Război din Vendée”.
Un „Al Doilea Război din Vendée” a izbucnit la scurt timp după aceea, în iunie 1795, după începerea debarcărilor de la Quiberon. Cu toate acestea, revolta s-a epuizat rapid și ultimii lideri din Vendée s-au supus sau au fost executați între ianuarie și iulie 1796.
Vandeea a mai cunoscut ultime și scurte insurecții cu un „Al Treilea Război [din Vendée]” în 1799, un „Al Patrulea” în 1815 și un „Al Cincilea” în 1832, dar acestea au fost de o mult mai mică amploare.  

## Istoriografie

### Evoluția istoriografică și cauzele insurecției

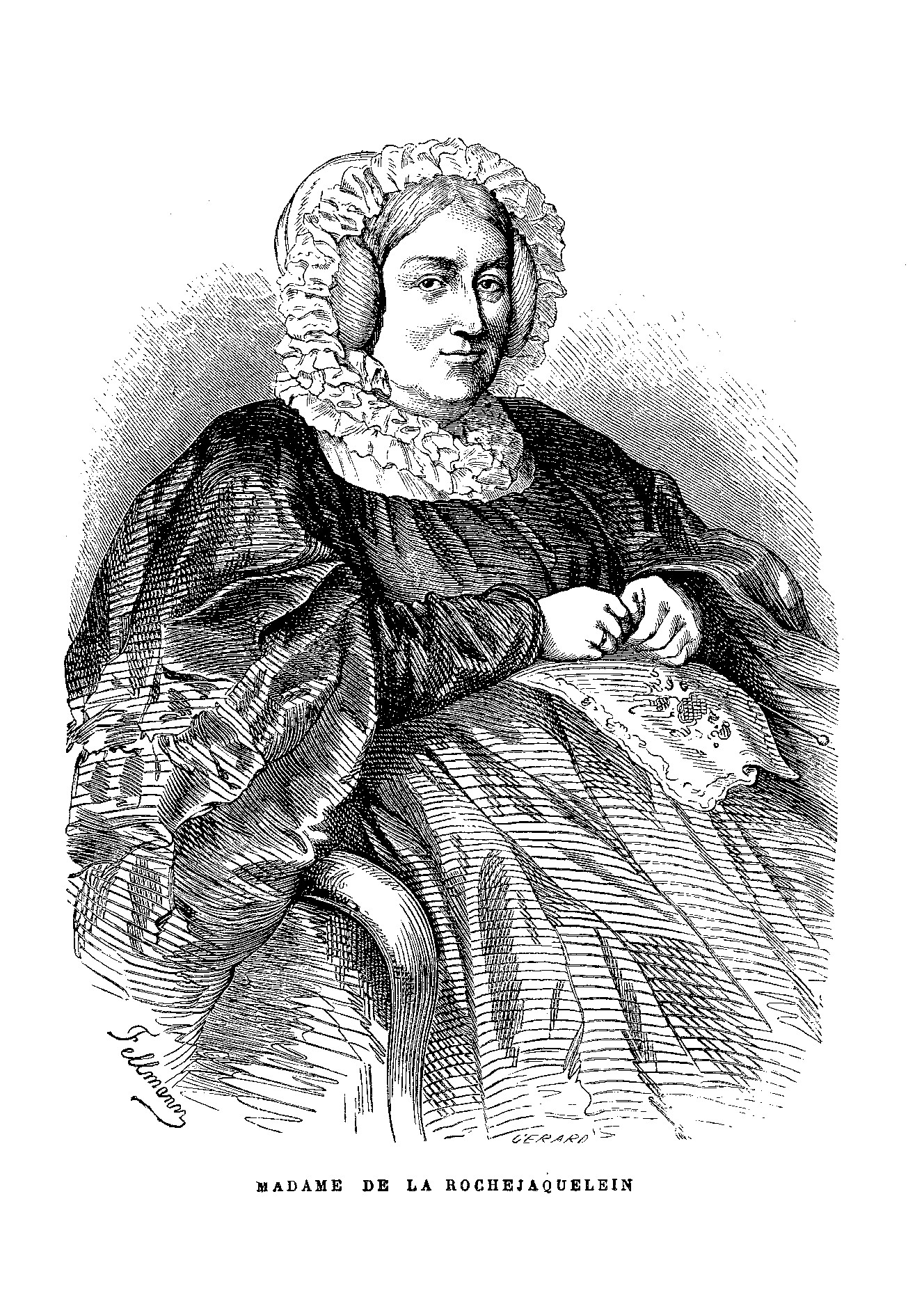
Victoire de Donnissan, marchiză de La Rochejaquelein.

Studiul istoric al Războiului din Vendée este marcat de o lungă tradiție conflictuală, în care se exprimă rivalitățile memoriale, polemicile dintre școlile de istorie și curentele ideologice, între istorici universitari, erudiți, oameni de litere și academicieni. Rezultatul acestor polemici este o imensă bibliografie, care opune două curente, cel al partizanilor Revoluției, denumiți les bleus (în română, „albaștrii”) și partizanii Vandeenilor, denumiți les blancs (în română „albii”).
Primele texte publicate despre acest război sunt memoriile unor actori, regaliști precum Victoire de Donnissan de La Rochejaquelein, Antoinette-Charlotte Le Duc de La Bouëre, Marie Renée Marguerite de Scépeaux de Bonchamps, Jeanne Ambroise de Sapinaud de Boishuguet, Bertrand Poirier de Beauvais, Pierre-Suzanne Lucas de La Championnière, Renée Bordereau, Louis Monnier, Gibert, Puisaye și republicani precum Kléber, Turreau, Savary, Rossignol, Dumas, Westermann, Grouchy, Choudieu. Cel mai cunoscut este cel din „Memoriile” doamnei de la Rochejaquelein, văduva lui Lescure, care descrie o răscoală spontană a țăranilor pentru a-și apăra regele și Biserica.
În secolul al XIX-lea, întrebarea s-a opus în mod deosebit istoricilor, care își bazau cercetările exclusiv pe arhive, și erudiților, implicați în apărarea Vendéei, care au adunat tradiții memoriale și le-au transmis mai departe.